# Ugo Cavallero
Ugo Conte Cavallero (ur. 20 września 1880 w Casale Monferrato, zm. 14 września 1943 we Frascati) – włoski dowódca wojskowy, marszałek.

## Życiorys
Brał udział m.in. w wojnie włosko-tureckiej, potem w I wojnie światowej. Był jednym z dowódców w ataku na Albanię w 1939. Dowodził także podczas II wojny światowej. W 1942, pomimo braku sukcesów w dowodzeniu, został mianowany na stopień marszałka Włoch (Maresciallo d’Italia). Ze względu na to, że był zagorzałym faszystą, 25 lipca 1943 nie przyłączył się do obalającego reżim faszystowski Pietra Badoglio, ale uciekł, organizując opór. 
We wrześniu 1943 doszedł do wniosku, że sprawa włoska w sojuszu z Niemcami jest ostatecznie przegrana, toteż, gdy Hitler, za pośrednictwem Alberta Kesselringa zaproponował mu najwyższe dowództwo resztek armii faszystowskiej, stanowczo odmówił, oświadczając, że takie mianowanie byłoby możliwe jedynie z rąk króla lub szefa rządu włoskiego. 13 września 1943 został de facto objęty przez gestapo aresztem domowym. Następnego dnia pozwolono mu (pod eskortą) zobaczyć się z żoną przebywającą w szpitalu i jeszcze tego samego dnia został znaleziony martwy w ogrodzie hotelu Belvedere we Frascati z raną postrzałową prawej skroni. Bierze się pod uwagę zarówno wersję o samobójstwie, jak i wykonanie wyroku pod zarzutem kolaboracji z Niemcami. Przed pogrzebem zwłoki przewieziono ze szpitala niemieckiego do włoskiego, gdzie włoski chirurg stwierdził dwie rany postrzałowe w potylicy (wcześniej autopsji dokonali Niemcy, co było sprzeczne z przyjętymi zasadami dwustronnymi). Według źródła austriackiego Cavallero został zamordowany przez Niemców w ich głównej kwaterze rzymskiej. Miało to zastraszyć pozostałych oficerów i zniechęcić ich do działań przeciwko Niemcom, co przyniosło pożądany skutek. 
Pogrzeb miał się początkowo odbyć wyłącznie w gronie rodzinnym, ale ostatecznie Berlin zmienił zdanie i marszałka pochowano z honorami wojskowymi przy udziale wysokich oficerów Wehrmachtu.
W 1948 opublikowano jego diariusz z lat 1940-1943 pt. Comando Supremo.

## Odznaczenia
- Krzyż Komandorski Orderu Świętych Maurycego i Łazarza (13 września 1917)[4]
- Krzyż Komandorski Orderu Korony Włoch (8 sierpnia 1920)[4]
- Krzyż Komandorski Orderu Kolonialnego Gwiazdy Włoch (29 grudnia 1918)[4]
- Order Sabaudzki Wojskowy IV Klasy (1918)[4]
- Brązowy Medal za Męstwo Wojskowe (1913)[4]
- Order Lwa Białego II Klasy  (31 stycznia 1928)[4]
- Krzyż Rycerski Krzyża Żelaznego (14 lutego 1942)[4]
- Order Zasługi Orła Niemieckiego I Klasy z Mieczami[4]